# Bodotria glabra
Bodotria glabra är en kräftdjursart som beskrevs av Jones 1955. Bodotria glabra ingår i släktet Bodotria och familjen Bodotriidae. Inga underarter finns listade i Catalogue of Life.